# Шестернёв, Альберт Алексеевич
Альбе́рт Алексе́евич Шестернёв (20 июня 1941, Москва — 5 ноября 1994, Москва) — советский футболист (защитник) и футбольный тренер. Заслуженный мастер спорта СССР (1967).

## Биография

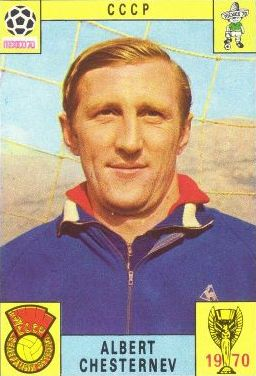
Участник чемпионата мира 1970 года

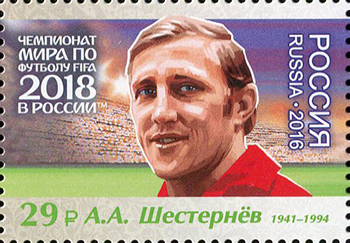
Почтовая марка России, 2016 год

Родился в Москве за два дня до начала Великой Отечественной войны. Отец, Алексей Фёдорович, кадровый офицер, подполковник, участник финских баталий, с первых же дней ушёл на фронт. Мама — Анна Алексеевна.
В детстве занимался лёгкой атлетикой, был чемпионом столицы среди юношей.
Футбольную карьеру начал в команде Московско-Ярославской железной дороги (первый тренер — Н. Н. Рожнов), затем учился в школе ЦСКА. Причём поначалу играл в воротах, перейдя затем на позицию центрального защитника.
За ЦСКА дебютировал в 17 лет, стал капитаном в 21 год. Выступал на позиции либеро. В чемпионатах СССР провёл 278 матчей, забил 1 гол. Закончил карьеру в 30 лет из-за травмы колена.
В 1970 стал чемпионом СССР, футболистом года в СССР и вошёл в десятку лучших футболистов Европы (по опросу еженедельника «Франс Футбол») и по опросу еженедельника «Футбол» был признан лучшим, а в 1966, 1968 и 1969 — третьим футболистом Советского Союза. В списках 33 лучших футболистов СССР 11 раз, из них № 1 (1963—1966, 1968—1971) — 8 раз, № 2 (1961, 1962) и б\н (1967). В голосовании за «Золотой мяч» принимал участие 4 раза: в 1968 (14 место), 1969 (11 место), 1970 (10 место) и 1971 (22 место) годах.
Играл за олимпийскую сборную СССР. Был в заявке сборной СССР на ЧМ-1962, но на поле не выходил; на ЧЕ-1964 провёл 2 игры в финальном раунде. В качестве капитана команды сыграл в финальных турнирах ЧМ-1966 (5 игр), на ЧЕ-1968 (2 игры) и на ЧМ-1970 (4 игры). На ЧЕ-1968 вошёл в символическую сборную турнира. Играл в 6 матчах отборочного турнира к ЧЕ-1972, но в 1971 году прекратил выступления за сборную. Среди футболистов ЦСКА советского периода является рекордсменом по количеству матчей, сыгранных за сборную СССР (90 игр).
В 1967 году был включён в символическую сборную СССР последнего 50-летия.
Участник товарищеской игры в составе сборной ФИФА против сборной Бразилии в 1968 году.
С 1973 года — на тренерской работе. Работал тренером в ЦСКА (1974).
В 1975—1981 тренировал детей в футбольной школе ЦСКА в должности старшего тренера. В 1981 вернулся в тренерский штаб ЦСКА, а с 1982 по 1983 год был главным тренером ЦСКА. Затем занимал пост начальника футбольной школы ЦСКА (1984—1985).

## Семья

Могила А. Шестернёва

Первая жена (1965—1973) — известная советская фигуристка, серебряный призёр Олимпийских игр 1968 года в Гренобле Татьяна Жук (1946—2011). В браке родилась дочь. После развода с женой сильно переживал, злоупотреблял алкоголем. Вторая жена (с 1974) — Нина Михайловна, бармен гостиницы «Интурист».
Умер от цирроза печени. Похоронен на Кунцевском кладбище (10 уч.).

## Достижения

### Командные
- Чемпион СССР: 1970
- Бронзовый призёр Чемпионата СССР: 1964, 1965
- Серебряный призёр Кубка Европы: 1964
- 4-е место (бронзовый призёр) на ЧМ-1966

### Личные
- Футболист года в СССР: 1970
- В списках 33 лучших футболистов СССР 11 раз, из них № 1 (1963—1966 и 1968—1971) — 8 раз, № 2 (1961 и 1962) и б/н (1967)
- Член символической сборной по итогам чемпионата Европы по версии УЕФА: 1968
- Заслуженный мастер спорта СССР
- Член Клуба Игоря Нетто